# Bopyrella moluccensis
Bopyrella moluccensis är en kräftdjursart som beskrevs av M. Bourdon 1983. Bopyrella moluccensis ingår i släktet Bopyrella och familjen Bopyridae. Inga underarter finns listade i Catalogue of Life.